# Белый Колодезь (Шебекинский район)
Белый Колодезь — село в Шебекинском районе Белгородской области России, административный центр Белоколодезянского сельского поселения.

## География
Село находится в середине Белгородской области, в верховьях реки Нежеголи, в 31 км по прямой к северо-востоку от районного центра (47 км по дорогам) — города Шебекина; в 42 км по прямой к востоку от областного центра — города Белгорода (82 км по дорогам).

## История

### Происхождение названия
В XVII веке служилые люди Белгородской оборонительной черты называли «белыми колодезями» небольшие речки в полях за тогда пограничной рекой Нежеголью, свободные для заселения.
По другой версии, село возникло после восстания стрельцов в 1698 году, произошедшего по внушению царевны Софьи, когда Пётр I жестоко расправился с восставшими. Многих казнили, а некоторых поселили в опасном из-за набегов крымских татар южном пограничье страны. Одним из таких поселений и стал Белый Колодезь, получивший название от колодца, который был срублен на роднике под горой в центре села.
Во втором случае «белый колодезь» может означать родник с меловым дном или просто с ясной, светлой водой.

### Исторический очерк
До конца XVIII века эта местность не была заселена, так как находилась к югу от Белгородской засечной черты и в опасной близости от Изюмского шляха – основной дороги крымских татар, по которой производились набеги на Московское государство.
Позже село Белый Колодезь стало принадлежать генералу Топотилову.
С июля 1928 года село Белый Колодезь — центр сельского совета в Больше-Троицком районе ЦЧО. В 1958 году Бело-Колодезянский сельсовет Больше-Троицкого района составляли два села и семь хуторов.
После ликвидации Больше-Троицкого района в декабре 1962 года село перешло в Шебекинский район.
В 1997 году село Белый Колодезь — центр Белоколодезянского сельского округа (два села, шесть хуторов) в Шебекинском районе.

## Население
В 1931 году в Белом Колодезе было 1190 жителей.
На 17 января 1979 года в Белом Колодезе — 440 жителей, на 12 января 1989 года — 443 (197 мужчин, 246 женщин).
В 1997 году село Белый Колодезь насчитывало 179 домовладений, 508 жителей.
| 2002 | 2010 |
| ---- | ---- |
| 456  | ↘420 |

## Инфраструктура
По состоянию на конец 1998 года в селе Белом Колодезе располагались центральная усадьба АО им. Кирова, Дом культуры, средняя школа (180 учащихся), детский сад, узел связи, фельдшерско-акушерский пункт; село полностью газифицировано.

## Интересные факты
О том, что близ села проходили крымские татары, свидетельствуют сохранившиеся до наших дней вблизи села курганы, по словам старожилов, «турецкие». Останки из этих захоронений не сохранились.